# 地球のトロヤ群
地球のトロヤ群 (Earth trojan) は、太陽に対する公転軌道を地球と共有し、地球-太陽のラグランジュ点L4（前方60°）とL5（後方60°）の近傍に存在する小惑星のグループである。木星のラグランジュ点に存在する木星のトロヤ群にちなんで名付けられた。地球から観測すると、太陽から平均で60°東または西の空に見える。
2011年、カナダにあるアサバスカ大学のマーティン・コナーズらは、広域赤外線探査衛星 (WISE) を用いて、直径が約 400 m の小惑星 2010 TK7 が地球のL4点に存在することを確認した。これは最初に存在が確認された地球のトロヤ群小惑星である。2022年には、(614689) 2020 XL5 が 2010 TK7 に次いで2番目に地球のトロヤ群小惑星であることが確認された。2022年2月時点で確認されている地球のトロヤ群小惑星はこの2個のみである。

## 確認されている事例
L4点
- 2010 TK7
- (614689) 2020 XL5

L5点
- 2023年11月時点で未発見

## 重要性と探査

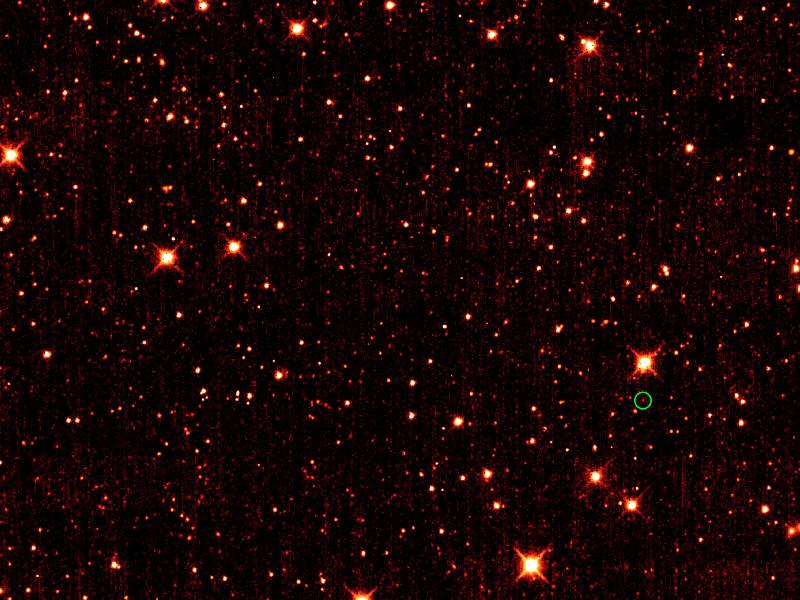
（画像右下の緑円）

地球のトロヤ群に所属する天体には、地球から見て月より何十倍も遠いにもかかわらず、地球からはより容易にかつ安価に到達できる計算となる。このため、地球のトロヤ群に属する小惑星は、将来的に地球表面にはほとんど存在しない元素の供給源として有用になる可能性がある。
地球においては、イリジウムのような親鉄性元素は、惑星の形成直後にそのほとんどが核に沈み込んでしまったため、地表においては見つけるのが難しい。これに対して小さな小惑星では、全体の組成が地球と似ていても熱を早期に失い固化していると考えられるため、これらの元素の有用な供給源になり得る。また、小惑星の重力が弱いことも重い元素と軽い元素の分化を防ぐこととなる。2010 TK7程度の大きさの天体の質量では、その重力は地球の0.005%程度である。
地球のトロヤ群小惑星の地上からの光学観測は太陽光が強すぎて困難が伴う。このため、アメリカ航空宇宙局 (NASA) は、小惑星 (101955) ベンヌ に向けて航行中だった宇宙探査機オサイリス・レックスの追加ミッションとして地球のL4点付近の観測を試みたが、新たなトロヤ群小惑星は発見できなかった。その後、小惑星 (162173) リュウグウ に向けて航行中だった宇宙航空研究開発機構 (JAXA) のはやぶさ2によって地球のL5点付近の観測も行われた。はやぶさ2から30万 km以内に直径 100 m 程度の小惑星が存在していれば撮影可能であるとされていたが、こちらもそのような天体の発見には至らなかった。

## 地球のその他の伴星
地球の伴星としてはその他、馬蹄形軌道と呼ばれる共鳴軌道上に、直径5キロメートル程度の小惑星クルースンがある。この天体は、恐らく一時的にこの位置にあるだけである。同様の軌道にいくつかの小さな天体も発見されている。これらの天体は1:1の共鳴軌道上にあるが、L4とL5のラグランジュ点付近で秤動していないため、地球のトロヤ群ではない。